# Wilson, Wyoming
Wilson är en ort och census-designated place i Teton County i delstaten Wyoming i USA. Orten hade 1 482 invånare vid 2010 års folkräkning.
Wilson ligger omkring 10 kilometer nordväst om countyts huvudort Jackson, vid foten av Teton Pass på västra sidan av Snake River. Orten grundades 1889 av Elijah Nicholas Wilson, känd för att ha levt med Shoshonerna som barn på 1850-talet. Han skrev också en bok om upplevelsen och sin tid som ryttare för Ponnyexpressen. Orten fick senare namn efter honom. 
Genom orten löper Wyoming State Highway 22.

## Kända invånare
- Dick Cheney, republikansk politiker, USA:s 46:e vicepresident
- Liz Cheney, jurist och republikansk politiker
- Jimmy Chin, amerikansk klättrare och filmare
- Tommy Moe, utförsåkare och olympisk guldmedaljör